# Cracca nana
Cracca nana là một loài thực vật có hoa trong họ Đậu. Loài này được (Kotschy ex Schweinf.) Kuntze mô tả khoa học đầu tiên năm 1891.